# Ursula Lyon

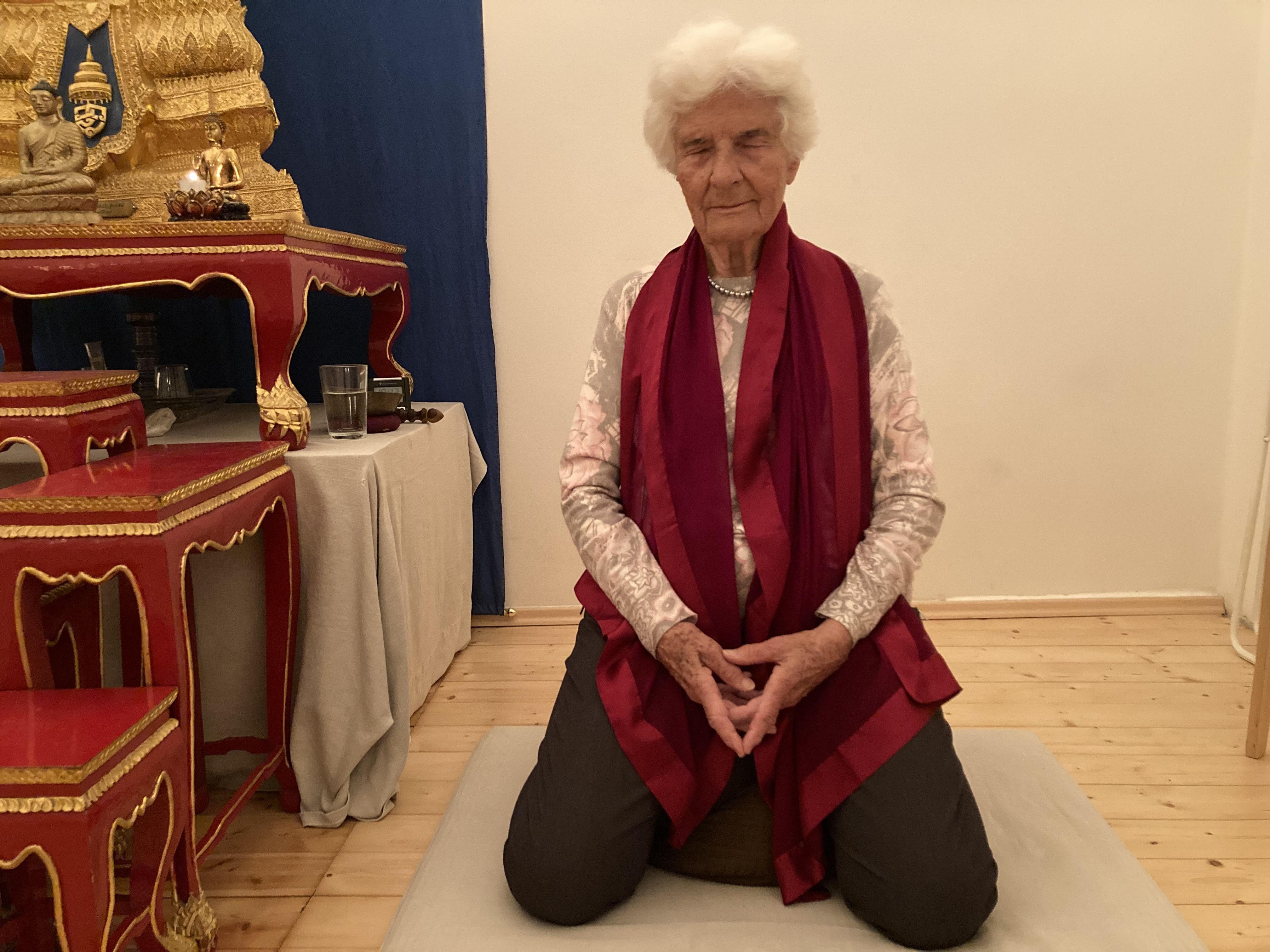
Ursula Lyon in der Theravada Schule des Buddhistischen Zentrums Wien im Oktober 2023

Ursula Lyon, (* 7. April 1928 als Ursula Hülsemann in Köln) ist Yogalehrerin und buddhistische Meditationslehrerin in der Theravada-Tradition. Sie ist eine der ältesten noch lehrenden Buddhistinnen.

## Leben
Ursula Lyon wuchs zunächst im Bergischen Land, ab dem Alter von zehn Jahren in Hamburg auf. Die Kriegsjahre von 1942 bis 1945 verbrachte sie bei den Großeltern in Bad Iburg und besuchte das Gymnasium in Osnabrück. Nach Kriegsende kehrte sie nach Hamburg zurück und legte 1947 am Emilie-Wüstenfeld-Gymnasium das Abitur ab. Ihr Wunsch, Medizin zu studieren, um Kinderärztin zu werden, ließ sich nicht erfüllen, stattdessen absolvierte sie im Evangelischen Krankenhaus Osnabrück eine Ausbildung zur Krankenschwester, später in Hamburg zusätzlich eine Ausbildung in Massage und Heilgymnastik.
Von 1952 bis 1964 lebte sie in São Paulo, Brasilien, wo sie den österreichisch-amerikanischen Juristen Jesse Lyon heiratete. Sie bekam zwei Töchter. Bei der Geburtsvorbereitung beschäftigte sie sich mit der Methode der schmerzlosen Geburt nach Grantly Dick-Read. Diese Erfahrungen weckten ihr Interesse an natürlichen Heilmethoden. Ihre Freude an Bewegung brachte sie zum Yoga, sie nahm Unterricht bei dem japanischen Yogalehrer Matsumoto, der Yoga nach Indra Devi lehrte. Außerdem erwarb sie die Zulassung als staatlich anerkannte Masseurin.
Nach der Rückkehr nach Deutschland 1964 lebte die Familie zunächst in Hamburg und zog dann nach Viernheim um. Lyon ließ sich bei einem Schüler von J. H. Schulz in autogenem Training ausbilden und bot Kurse in der Volkshochschule an. Sie begann, Yoga zu unterrichten, zunächst in kleinen privaten Gruppen, später auch an der Volkshochschule. Da Ende der 1960er Jahre Yoga noch als etwas Exotisches angesehen wurde, genehmigte man ihr an der Volkshochschule erst im zweiten Anlauf einen Kurs, den sie geschickt als „Entspannungsgymnastik“ deklarierte.
Lyon bildete sich in Yoga weiter, u. a. bei Wegbereitern des Yoga im Westen wie Selvarajan Yesudian und André von Lysebeth, und lernte auch den Sivananda-Yoga kennen. Sie nahm an einer Balint-Gruppe sowie an einer Weiterbildung in TZI (Themenzentrierte Interaktion) teil. Außerdem ließ sie sich bei Hanne Marquardt in Fußreflexzonenmassage ausbilden. 1977 legte sie im Zentrum von Ilse Hopfner am Ammersee die Prüfung zur Yogalehrerin ab.
1972 zog die Familie nach Hürth  um. Lyon arbeitete als Physiotherapeutin in einer Arztpraxis und unterrichtete Yoga an Volkshochschulen in Köln und Brühl.
1982 folgte Lyon ihrem Mann nach Wien, wo sie seither lebt und im Buddhistischen Zentrum lehrt.
Im Jahr 2023 wurde sie bei ihrer Feier zum 95. Geburtstag an der Friedenspagode von fast 200 Gästen mit buddhistischen Ritualen geehrt. Am 8. März 2024 wurde sie mit dem international bedeutenden OWBA (Outstanding Women in Buddhism Award) ausgezeichnet, den ihre Enkelin Kimberley Lyon in Taiwan für sie entgegennahm.

## Berührung mit dem Buddhismus
Erste Berührung mit dem Buddhismus hatte Ursula Lyon in Brasilien durch ihren Mann. 1972 besuchten sie einen Vortrag von Lama Anagarika Govinda und nahmen danach bei einem seiner Schüler Meditationsunterricht. Als sie von der Eröffnung des buddhistischen Zentrums im niederösterreichischen Scheibbs hörten, nahmen sie dort von 1977 an regelmäßig an Kursen bei Lehrern unterschiedlicher buddhistischer Traditionen teil wie auch an Veranstaltungen anderer spiritueller Richtungen. Bei Jan Erik Sigdell lernte Lyon Anfang der 1980er Jahre, nichthypnotische Rückführungen anzuleiten, bei Norman Rosenberg machte sie eine Ausbildung in Reiki.
Vom damaligen Präsidenten der ÖBR Walter Karwath wurde sie in die verschiedenen buddhistischen Traditionen eingeführt. Lyons erster buddhistischer Meditationslehrer in der Theravada-Tradition war Christopher Titmuss, auch an Retreats bei Ruth Denison nahm sie teil. 1985 belegte sie einen Kurs bei Ayya Khema, wurde ihre Schülerin und blieb es bis zu deren Tod im Jahr 1997. Von ihr wurde sie zum Lehren autorisiert.
1984 begab sie sich für drei Monate in das buddhistische Meditationszentrum Kloster Kanduboda auf Sri Lanka und vertiefte dort ihre Meditationspraxis und ihre Kenntnisse der buddhistischen Lehre. Aus dieser Zeit stammen ihre prägenden Erfahrungen mit buddhistischen Ritualen. Später übernahm sie diese in ihre Lehrtätigkeit und entwickelte sie in Zusammenarbeit mit Bhante Seelawansa weiter, um sie mit westlichem Verständnis in Einklang zu bringen.

## Lehrtätigkeit
Bereits 1964 unterrichtete Ursula Lyon Yoga, seit Ende der 1960er Jahre autogenes Training. In den 1980er Jahren luden Anna Trökes und Angelika Neumann sie ein, in ihren Yoga-Ausbildungen buddhistische Meditation zu unterrichten. Für die Verbindung aus Meditation und Yoga wird sie von Trökes als unbeirrbare Wegbereiterin hervorgehoben: So begann sie später, im buddhistischen Zentrum in Wien Yoga anzubieten und ließ Methoden des Vipassana mit in ihren Yogaunterricht einfließen. Diese damals bei uns noch vollkommen ungewöhnliche Verbindung von Yoga und Meditation wurde sowohl von ihren Yogakolleginnen als auch von den Verantwortlichen der buddhistischen Verbände mit großer Skepsis beobachtet. Dass Ursula Lyon sich davon nicht beirren ließ, ist sicher einer der Gründe dafür, dass wir im deutschsprachigen Raum heute Yoga und Meditation als gleichwertige Glieder des einen Übungsweges ansehen.
Ihren Sampada-Yoga entwickelte sie in der Verbindung von Yoga, der nicht-konfessionellen Vipassana-Meditation, buddhistischer Lehre in der Theravada-Tradition und Ritualen.
Lyon hat zahlreiche Schülerinnen und Schüler ausgebildet und zum Lehren autorisiert. Als Mitbegründerin des BYO gestaltete sie auch die Ausbildung von Yogalehrenden mit.

## Engagement
Gemeinsam mit ihrem Mann Jesse Lyon beteiligte sich Ursula maßgeblich am Aufbau der Buddhistischen Zentren in Wien und Scheibbs, der Friedenspagode Wien und der Österreichischen Buddhistischen Religionsgesellschaft (ÖBR). Sie war an der Entstehung zahlreicher weiterer Gruppen, Häuser und Zentren beteiligt:
- Gingko Sangha und Sampada Sangha (Gründerin, Leiterin)[17]
- Buddhistisches Zentrum Scheibbs (1997–2005 Obfrau, Lehrende)[18]
- Bundesverband der Yogalehrenden in Österreich (Gründungsmitglied)[19]
- Österreichische Buddhistische Religionsgesellschaft (Gründungsmitglied, 1988–1990 Vorsitzende der Kultusgemeinde)
- Theravada Schule Wien (Lehrende)[20]
- Buddha Haus Verein (Gründungsmitglied 1989, Lehrende)[21]
- Verein Buddhismus im Westen (Gründungsmitglied, Lehrende)[22]
- Kloster Kirchberg am Wechsel (Lehrende)
- Neue Wege Reisen (Lehrende)[23]
- Indigo Urlaub (Lehrende)[24]

## Bedeutung
Ursula Lyon wird als eine der Wegbereiterinnen für den Yoga wie auch für den Buddhismus im Westen beschrieben. Sie gilt als eine der führenden westlichen international anerkannten Dhamma-Lehrerinnen.
Die häufig verwendete Beschreibung Grande Dame des Buddhismus im deutschsprachigen Raum erweitert der Religionsphilosoph Johann Figl mit den Worten: „Ursula Lyon war wesentlich beteiligt an der Inkulturation des Buddhismus im Westen“. In Johann Figls Beitrag in Religionen in Österreich wird Lyons Engagement für die Gleichstellung von Frauen im Buddhismus in der Nachfolge Ayya Khemas gewürdigt, an deren Pionierleistungen sie anknüpft. In seiner Laudatio anlässlich ihres Geburtstagsfestes ehrte er die Kooperation mit ihr an der Universität Wien.
Nach Anna Trökes ist Ursula Lyon für Yoga eine der Pionierinnen in Deutschland […] und […] eine der bekanntesten Lehrerinnen für die Zusammenschau von Yoga und Buddhismus. Auch Erika Erber erweiterte ihre Yogapraxis durch Methoden aus dem TheravādaBuddhismus, wie sie von der Vipassanalehrerin Ursula Lyon weitergegeben werden.
Ursula Lyons Wirkung schlägt sich in den unterschiedlichsten Bereichen nieder: von buddhistischer Pädagogik, der Weiterentwicklung und Erneuerung des buddhistischen Lebens im Westen, für das westliche Verständnis buddhistischer Rituale, für Methoden der Stressbewältigung oder auch den interreligiösen Dialog.

## Publikationen
- mit Leonard A. Bullen und Jesse Lyon: Lebens-Leiter – Ein Jahresprogramm zur Selbstfindung auf buddhistischer Grundlage. [Aus dem Englischen übersetzt von Jesse Lyon], Octopus-Verlag, 1991, ISBN 978-3-9002-9058-0.
- mit Ekkehard Crisand und Gerald Schinagl: Anti-Stress-Training. Verlag Recht und Wirtschaft, 2009, ISBN 978-3-8005-7337-0.
- Rituale für das ganze Leben – Buddhistisch inspiriert. Waldhaus Verlag, 2011, ISBN 978-3-937660-03-5.
- Sampada-Yoga – Ein Arbeitsbuch. Waldhaus Verlag 2015, ISBN 978-3-937660-08-0.
- mit Gerald Schinagl: Licht auf deinem Weg. Books on Demand, 2016, ISBN 978-3-8334-9435-2.

- Buddhismus staatlich anerkannt in Österreich. In: Verantwortung leben. Betrachtungen aus Wissenschaft und Religion. Festschrift zum ÖBR Jubiläumsjahr 2023. 40 Jahre staatliche Anerkennung des Buddhismus in Österreich. Mediendesign Hanten & Hauptfeld, 2023, ISBN 978-3-902968-82-1, S. 78–82.
- 8-Wochen-Praxis auf dem Edlen Achtfachen Pfad[35]
- Chi-Atem[36]
- Die letzten Wunder – Was ist Leben?[37]
- Energie selbst lenken[38]
- Frei durch Loslassen[39]
- Singen mit Ursula – Spirituelle Lieder von Ursula Lyon[40]